# NAV (Norwegen)

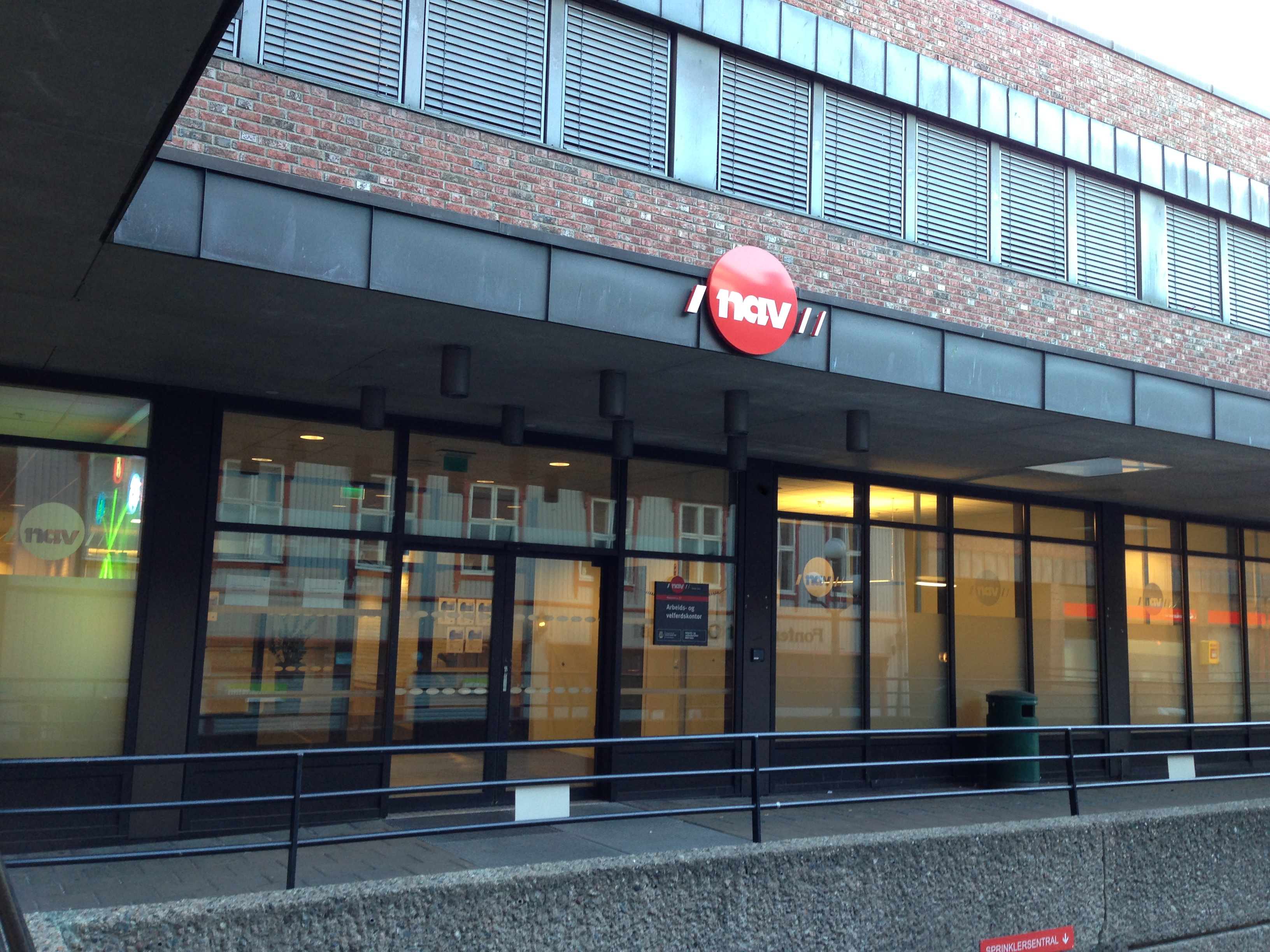
NAV-Büro im Osloer Stadtteil Tøyen

Die NAV (auch Arbeids- og velferdsforvaltning; deutsch Arbeits- und Wohlfahrtsverwaltung) ist die Behörde in Norwegen, die für die Organisation und Finanzierung der Arbeitsmarktmaßnahmen, Sozialhilfe und der sozialen Sicherungsleistungen zuständig ist. Sie wurde im Jahr 2006 gegründet.

## Geschichte
Die NAV wurde am 1. Juli 2006 gegründet. In der Zeit darauf erfolgte der Aufbau eines Netzes von lokalen Büros der Behörde. Im Jahr 2007 wurden die ersten 110 Einrichtungen eröffnet, es folgten in den nächsten zwei Jahren 160 weitere. Derzeit hat die Behörde 456 Niederlassungen in verschiedenen Kommunen und Stadtteilen. Die Gründung erfolgte durch eine Zusammenlegung der beiden Vorgängerbehörden Aetat und Trygdeetaten. Aetat war für die Arbeitsvermittlung zuständig, die zweite Behörde für die Verteilung der Sozialleistungen.
Den ersten Anstoß für die Zusammenlegung der beiden Behörden gab der Sozialausschuss des norwegischen Parlaments, des Storting. Dieser schlug im Herbst 2001 der Regierung Bondevik II die Verschmelzung vor. Die Regierung veröffentlichte als Antwort zunächst einen Gegenvorschlag, der eine Umstrukturierung vorsah, durch die eine Behörde nur für Rentner entstanden wäre. Das Parlament stimmte jedoch gegen diesen Vorschlag, so dass ein Sonderausschuss errichtet wurde, der mögliche Lösungen finden sollte. Dieser schlug erneut die Unterteilung in Rentner und Arbeitnehmer vor.
Im März 2005 legte die Regierung jedoch einen Plan vor, in dem die schlussendlich errichtete umfassende Behörde gefordert wurde. Der Vorschlag wurde im Mai 2005 vom Storting als Gesetz verabschiedet.

### NAV-Skandal 2019
Ende Oktober 2019 wurde bekannt, dass die Behörde seit mindestens 2012 in etwa 2500 Fällen eine Richtlinie falsch umgesetzt hatte und dass dies in mindestens 36 Fällen fälschlicherweise zu Haftstrafen geführt hatte. Sowohl die Mitarbeiter der Behörde als auch die urteilenden Richter waren also nicht korrekt vorgegangen. Hintergrund war, dass die NAV Personen Sozialleistungen strich, wenn diese sich im EU-Ausland aufhielten, so wie es in der Vergangenheit durch das norwegische Gesetz geregelt gewesen war. Durch die Mitgliedschaft Norwegens im Europäischen Wirtschaftsraum war dies aber nicht mehr rechtens, da sich die Behörde so an EU-Recht halten muss.
Das für die Behörde zuständige Sozialministerium unter Leitung der Ministerin Anniken Hauglie der konservativen Partei Høyre wurde zudem dafür kritisiert, dass es zu lange nach dem internen Bekanntwerden der Fehlurteile nicht reagiert habe. So wurde eine Person noch verurteilt, nachdem der Ministerin bereits die Hinweise auf den Sachverhalt vorlagen. Die Parteien Rødt und Sosialistisk Venstreparti (SV) überlegten deshalb, im norwegischen Parlament, dem Storting, ein Misstrauensvotum gegen Hauglie anzustreben. Das vom Rødt-Politiker Bjørnar Moxnes angestrebte Votum scheiterte im Parlament allerdings deutlich. Im Januar 2020 wurden im Storting Anhörungen zum Fall gestartet. Noch vor Ende dieser Anhörungen gab die Fraktion der SV und die Abgeordnete der grünen Partei Miljøpartiet De Grønne (MDG) bekannt, ein Misstrauensvotum zu unterstützen. Die weiteren Oppositionsparteien wollten das Ende der Untersuchungen abwarten. Am 24. Januar 2020 schied Anniken Hauglie aus der Regierung Solberg aus. Hauglie gab an, dass es sich dabei um ihren eigenen Wunsch handelte. Neuer Arbeits- und Sozialminister wurde Torbjørn Røe Isaksen. Am 31. Januar 2020 gab die Leiterin der NAV Sigrun Vågeng bekannt, dass sie sich im August 2020 von ihrem Posten zurückziehen werde. Ihr Nachfolger Hans Christian Holte wurde im Juni 2020 von der Regierung vorgestellt.
Im Juni 2020 gab die Behörde an, 1171 Fälle erneut überprüft zu haben. In 604 Fällen sei es daraufhin zu Geldrückzahlungen in Höhe von insgesamt 23 Millionen Kronen gekommen.

## Organisation
Die Behörde ist dem norwegischen Arbeits- und Sozialministerium unterstellt und verwaltet etwa ein Drittel des gesamten Staatsbudgets. Dies ist damit zu begründen, dass sie für die Auszahlung des Krankengeldes, der Rente, des Kindergeldes und des Arbeitslosengeldes (genannt Dagpenger) verantwortlich ist. Dadurch zählt sie zu den größten Behörden Norwegens. Die einzelnen Niederlassungen der NAV müssen mit den Kommunen zusammenarbeiten, da diese den genauen Zuständigkeitsbereich des lokaler Niederlassung festlegen dürfen. Somit bieten die unterschiedlichen Niederlassungen ihren Bürgern auch unterschiedliche Leistungen an. Insgesamt arbeiten etwa 19.000 Mitarbeiter bei der Behörde, von denen ca. 14.000 vom Staat und 5.000 von den Kommunen angestellt sind.

## Name
Der Name NAV war zunächst eine Abkürzung für Ny arbeids- og velferdsforvaltning (deutsch: Neue Arbeits- und Wohlfahrtsverwaltung). Mittlerweile wird er jedoch als der offizielle Eigenname der Behörde verwendet.
Das Beziehen von Geld von der Behörde wird seit etwa 2012 umgangssprachlich auch mit dem Verb „å nave“ bezeichnet. Die Bezieher werden mit dem Nomen „naver“ bedacht. Im Jahr 2012 wurde das Verb vom Språkrådet zum Wort des Jahres gewählt.